# Forsthaus Frauensee
Das Forsthaus Frauensee ist ein Wohnplatz im Ortsteil Gräbendorf der Gemeinde Heidesee im Landkreis Dahme-Spreewald in Brandenburg.

## Geografische Lage
Der Wohnplatz liegt im westlichen Teil der Gemarkung von Heidesee und dort rund 1,6 km südöstlich von Gräbendorf im Waldgebiet Heideluch, das zur Dubrow gehört. Im Westen liegt die Gemeinde Bestensee, südöstlich der Frauensee und südwestlich das Forsthaus Dubrow.

## Geschichte
Das Försteretablissement Forsthaus Frauensee entstand im Jahr 1865 auf einem Trennstück des Kruggutes zu Prierosbrück. Die Herrschaft Königs Wusterhausen erwarb hierfür unter anderem von Friedrich Gennrich ein Kossätengut. Im Wohnplatz lebten im Jahr 1925 insgesamt fünf Personen. Das Forsthaus gehörte zum Gutsbezirk Königs Wusterhausener Forst und kam mit der Auflösung der Gutsbezirke im Jahr 1929 zur Gemeinde Gräbendorf. Dort wurde es ab 1932 als Wohnplatz geführt. In der Zeit des Nationalsozialismus errichtete die Hitlerjugend Berlin im angrenzenden Jagen 139 einen Schießstand. In der Zeit des DDR entstand auf der Gemarkung ein Sommerlager der FDJ. Im Jahr 1978 eröffnete das Haus des Waldes, ein forstliches Naturschutzzentrum mit dem Schwerpunkt Waldpädagogik. Dort finden in Zusammenarbeit mit dem Regionalverband Dubrow und der Schutzgemeinschaft Deutscher Wald zahlreiche Veranstaltungen statt.